# Alliance populaire (Norvège)
Pour les articles homonymes, voir Alliance populaire.
Alliance populaire (en norvégien : Rød Valgallianse) est un parti de gauche norvégien. Créé en 1973, il est le prédécesseur du parti actuel Rouge, fondé le 11 mars 2007.